# Maurice Maeterlinck

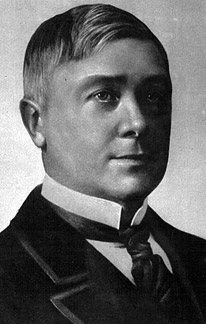
Maurice Maeterlinck

Maurice Polydore Marie Bernard Maeterlinck (* 29. August 1862 in Gent; † 6. Mai 1949 in Nizza) war ein belgischer Schriftsteller und Dramatiker französischer Sprache. Die flämische Aussprache des Namens lautet [ˈmaːtərlɪŋk]. Die französische Aussprache lautet in Belgien [ma.tɛʁ.ˈliŋk] oder [ma.tɛʁ.ˈlɛ̃k], in Frankreich [mɛ.teʁ.ˈlɛ̃k].
Maeterlinck gilt mit seinen lyrischen Werken und Bühnenstücken – darunter das Schauspiel Pelléas et Mélisande – als einer der wichtigsten Vertreter des Symbolismus. Im Mittelpunkt dieser Arbeiten steht oftmals der Mensch in seiner Hilflosigkeit gegenüber dem Tod. 1911 erhielt Maeterlinck den Nobelpreis für Literatur.

## Leben und Werk
Maurice Maeterlinck wurde als ältester Sohn wohlhabender französischsprachiger Eltern geboren. Er hatte zwei Brüder, Ernest und Oskar. Ab 1874 besuchte er das Jesuitenkolleg Sainte-Barbe in Gent. 1881 schrieb er sich in die Juristische Fakultät der Universität Gent ein. Während seiner Studienzeit schrieb er Gedichte und kurze Erzählungen, die er später vernichtete und von denen nur Fragmente erhalten sind. Nach dem Ende seines Jurastudiums 1885 lebte er einige Monate in Paris, wo er einige Mitglieder der neuen literarischen Bewegung des Symbolismus kennenlernte, darunter Stéphane Mallarmé und Auguste de Villiers de L’Isle-Adam. Von 1886 bis 1889 arbeitete er als Anwalt in Gent. Parallel veröffentlichte er Gedichte.
Sein literarischer Durchbruch gelang ihm mit seinem ersten Schauspiel La Princesse Maleine (Prinzessin Maleine), das 1889 in Fortsetzungen in der Brüsseler Zeitschrift „La Sociéte Nouvelle“ erschien und 1890 als Buch. Das Werk wurde von der Kritik euphorisch aufgenommen und der Autor in eine Reihe mit Shakespeare gestellt. Seine Dramen zeichnen sich neben der von den Symbolisten geforderten Entindividualisierung durch eine Reduktion der äußeren Handlung zugunsten moralischer und metaphysischer Probleme aus.
Den Tod seines jüngsten Bruders, der im Mai 1891 nach einem Unfall starb, verarbeitete Maeterlinck in dem Essay Les Avertis (Die Erfahrenen), der 1894 in den Essayband Le Trésor des Humbles (Der Schatz der Armen) aufgenommen wurde.
Das 1892 entstandene und im Mai 1893 im Théâtre des Bouffes-Parisiens erstaufgeführte Märchendrama Pelléas et Mélisande ist das bekannteste Drama Maeterlincks. Es wurde 1899 im Neuen Theater in Berlin aufgeführt und mehrfach vertont, u. a. 1902 als Oper von Claude Debussy (→ Pelléas et Mélisande) und 1954 als Ballett von Max Baumann.
1894 veröffentlichte Maeterlinck drei Marionettentheaterstücke, da er Marionetten als eher geeignet ansah, die Schicksalsgebundenheit des Lebens und die Schwäche des Menschen darzustellen. Maeterlinck bewegt sich hier ganz im Geiste Schopenhauers, dessen Die Welt als Wille und Vorstellung er mehrfach gelesen hatte.
Von 1895 lernte Maeterlinck in Brüssel die Schauspielerin und Sängerin Georgette Leblanc kennen, mit der er bis 1918 liiert blieb. 1896 zog er seiner Partnerin zuliebe, aber auch wegen des Streits um die Entwicklung der modernen Literatur in Belgien nach Paris. 1907 nahm das Paar seinen Sommer-Wohnsitz in der ehemaligen Benediktinerabtei Saint-Wandrille in der Normandie. Die Winter verbrachten sie in einer Villa mit Blick auf das Mittelmeer bei Grasse in der Nähe von Cannes. Im Kloster Saint-Wandrille brachte Georgette Leblanc im August 1909 den von Maeterlinck übersetzten Macbeth Shakespeares zur Aufführung, ein Jahr danach Pelleas und Melisande.
Die Zeit zwischen 1897 und 1911 war die erfolgreichste Maeterlincks. In dem 1898 veröffentlichten Band La Sagesse et la Destinée (Weisheit und Schicksal) definierte der Autor seine Funktion als Dichter: Er versteht sich als Interpret des Lebens, der eine Daseinsdeutung gibt, in der das Wahre, Gute, Schöne herrschen soll, dessen sich der Mensch aber erst in Grenzsituationen bewusst wird. In die Reihe von Maeterlincks philosophischen Schriften gehört auch Das Leben der Bienen. Die Schrift ist eine naturwissenschaftlich-philosophische Würdigung, die er nach jahrzehntelanger Beobachtung seiner von ihm bereits in Gent gehegten Bienenstöcke 1901 verfasste.
Mit dem 1902 erschienenen Schauspiel Monna Vanna gelang Maeterlinck endgültig der Durchbruch beim breiten Publikum. Bis 1914 gab es allein in Berlin 250 Aufführungen.
Ein großer internationaler Theatererfolg gelang Maeterlinck mit dem Märchendrama Der blaue Vogel, das 1905 geschrieben wurde und den Traum zweier Kinder zum Thema hat. Die Aufführungen 1909 in Moskau durch den russischen Regisseur Stanislawski, 1910 in London und New York, 1911 in Paris und Wien sowie im Dezember 1912 unter Max Reinhardt im Deutschen Theater Berlin erreichten ein großes Publikum.
1904 verfasste er das naturkundliche Werk Le Double Jardin (Der doppelte Garten) und 1907 setzte er mit der Essaysammlung L’Intelligence des Fleurs (Die Intelligenz der Blumen) seine naturwissenschaftlich-philosophischen Betrachtungen fort.
Als Maeterlinck 1911 den Nobelpreis für Literatur erhielt, war er einer der meistaufgeführten Dramatiker seiner Zeit. Rainer Maria Rilke, Anton Tschechow und Oscar Wilde gehörten zu den Bewunderern seiner symbolistischen Theaterstücke.
Während des Ersten Weltkriegs zog sich Maeterlinck nach Nizza zurück, doch angesichts des brutalen Krieges gegen sein Heimatland Belgien und gegen Frankreich beabsichtigte er, der Fremdenlegion beizutreten, was ihm aufgrund seines Alters von 52 Jahren verwehrt wurde. In Artikeln und Reden verdammte er die vorher von ihm bewunderten Deutschen und pries er den Widerstand Belgiens, besonders der belgischen Arbeiter. 1917 zog er sich zurück und schrieb unter dem Eindruck des Krieges das 1919 veröffentlichte, in einer flämischen Stadt angesiedelte Kriegspropaganda-Drama Le Bourgmestre de Stilemonde (Der Bürgermeister von Stilmonde).
1919 heiratete er die französische Schauspielerin Renée Dahon (1893–1969).
1920 erhielt er den belgischen Leopoldsorden.
Seine Studie über Okkultismus und esoterische Lehren, Le grand secret (Das große Geheimnis) erschien 1921.
Fünf Jahre lang verfasste der produktive Maeterlinck kein neues Werk. 1925 kaufte er ein Schloss im Tal der Seine, das Château de Médan. 1923 war er mit seiner Frau nach Italien gereist, auf dessen Faschistische Bewegung er, der 1913 noch mit sozialistischen Ideen liebäugelte, große Hoffnungen setzte. 1926 reiste er für zwei Monate nach Tunesien und Algerien.
Zwischen 1927 und 1942 veröffentlichte Maeterlinck zwölf Essay-Bände über Insektenkunde, aber auch zur Mystik und außersinnlichen Wahrnehmung. Auf La Vie des Termites (Das Leben der Termiten) von 1927, das ein Plagiat des Werkes The Soul of the White Ant des südafrikanischen Biologen und Dichters Eugène Marais (1871–1936) ist, folgte 1930 La vie des fourmis (Das Leben der Ameisen) und 1933 ein Werk über Spinnen.
1930 erwarb er ein ursprünglich als Spielbank von einem belarussischen Architekten entworfenes Schloss in Nizza, dem er den Namen Orlamonde aus seinen Quinze Chansons gab. Dieses Haus wurde bis März 2008 als Hotel Palais Maeterlinck geführt.
1932 wurde er vom belgischen König Albert I. geadelt und zum Grafen ernannt.
1939 reiste er vor Ausbruch des Zweiten Weltkriegs nach Portugal, mit dessen Diktator António de Oliveira Salazar er befreundet war. Von dort emigrierte er 1940 mit seiner Frau und seinen Schwiegereltern nach New York City, in dessen Umgebung er bis 1947 lebte. Maurice Maeterlinck starb 1949 in Nizza.

## Werke (Auswahl)

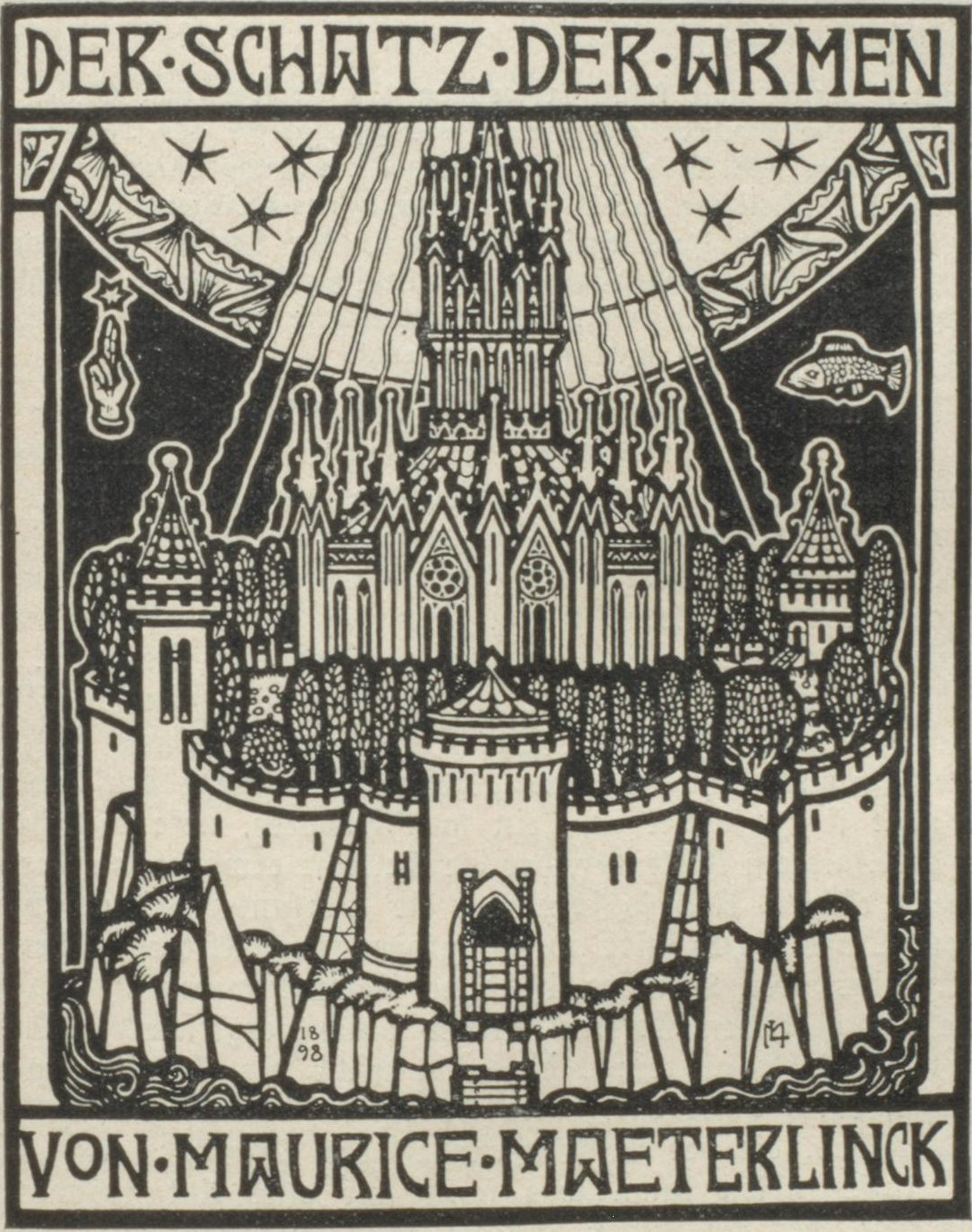
Melchior Lechter Buchumschlag zu Der Schatz der Armen (1898)

### Lyrik
- Serres chaudes (1889)
- Douze chansons (1896, 1900 als Quinze chansons erneut veröffentlicht)

### Prosa
- Le Trésor des humbles (1896, deutsch Der Schatz der Armen,[25] 1898)
- La Sagesse et la destinée (1898, deutsch Weisheit und Schicksal, 1899)
- La vie des abeilles (1901, deutsch Das Leben der Bienen,[26] 1901)
- Le double Jardin (1904, deutsch Der doppelte Garten, 1904)
- L’Intelligence des fleurs (1907, deutsch Die Intelligenz der Blumen, 1907)
- La mort (1913, deutsch Vom Tode)
- L’hôte inconnu (1917, deutsch Der fremde Gast)
- La vie des termites (1926, deutsch Das Leben der Termiten)
- La vie des fourmis (1930, deutsch Das Leben der Ameisen)
- Avant le grand silence (1934, deutsch Vor dem großen Schweigen)

### Bühnenwerke
- La Princesse Maleine (1889, dt. Prinzessin Maleine)
- L’Intruse (1890, dt. Der Eindringling)
- Les Aveugles (1890, dt. Die Blinden)
- Les Sept Princesses (1891, dt. Die sieben Prinzessinnen)[27]
- Pelléas et Mélisande (1892, dt. Pelleas und Melisande)
- Alladine et Palomides (1894, dt. Alladin und Palomides)
- L’Intérieur (1894)
- La Mort de Tintagiles (1894, dt. Der Tod des Tintagiles)
- Aglavaine et Sélysette (1896, dt. Aglavaine und Selysette)
- Sœur Béatrice (1901, dt. Schwester Beatrix)
- Ariane et Barbe-Bleue (1901, als Libretto 1907, dt. Blaubart und Ariane oder die vergebliche Befreiung)
- Monna Vanna (1902, dt. Monna Vanna)
- L’Oiseau bleu (1908, dt. Der blaue Vogel)
- Le Bourgmestre de Stilmonde (1918, dt. Der Bürgermeister von Stilmonde)

## Rezeption
Für die deutsche Rezeption verfasste Monty Jacobs 1901 eine Monographie mit dem Titel Maeterlinck, eine kritische Studie zur Einfuehrung in seine Werke.

## Übersetzungen
Die Übersetzungen für die deutschen Erstausgaben im Verlag Eugen Diederichs stammen von Friedrich von Oppeln-Bronikowski.

## Deutsche Ausgaben (Auswahl)

### Erstausgaben
- Weisheit und Schicksal. Eugen Diederichs, Leipzig 1899
- Aglavaine und Selysette. Eugen Diederichs, Leipzig 1900
- Blaubart und Ariane oder die vergebliche Befreiung. In: Zwei Singspiele. Eugen Diederichs, Leipzig 1901
- Das Leben der Bienen. Eugen Diederichs, Leipzig 1901
- Schwester Beatrix, nach einer alten Klosterlegende. In: Zwei Singspiele. Eugen Diederichs, Leipzig 1901
- Pelleas und Melisande, Eingeleitet durch zwölf Lieder. Eugen Diederichs, Leipzig 1902
- Prinzessin Maleine. Eugen Diederichs, Leipzig 1902
- Monna Vanna. Eugen Diederichs, Leipzig 1903
- Alladine und Palomides. In: Drei mystische Spiele. Eugen Diederichs, Leipzig 1904
- Der Tod des Tintagiles. In: Drei mystische Spiele. Eugen Diederichs, Leipzig 1904
- Die sieben Prinzessinnen. In: Drei mystische Spiele. Eugen Diederichs, Leipzig 1904
- Maria Magdalena. Eugen Diederichs, Leipzig 1909
- Vom Tode. Eugen Diederichs, Jena 1913
- Das Leben der Termiten. Deutsche Verlags-Anstalt, München 1927

### Neuere Ausgaben
- Der blaue Vogel. Märchenspiel in 6 Akten und 12 Bildern. Sachon, Bad Wörishofen 1984, ISBN 3-923493-17-7.
- Die frühen Stücke. 2 Bände. Edition Text und Kritik, München 1983, ISBN 3-88377-127-9 und ISBN 3-88377-128-7.
- Das Leben der Bienen. Fischer, Frankfurt am Main 1953
- Das Leben der Termiten. Kiepenheuer & Witsch, Köln 1955
- Das Leben der Termiten und Das Leben der Ameisen. Aus der Reihe Nobelpreis für Literatur. Coron, Zürich 1966 (und Neuausgabe 1980)
- Melisandes Lieder. Sachon, Mindelheim 1985, ISBN 3-923493-25-8.
- Pelleas und Melisande. Reclam, Stuttgart 1972, ISBN 3-15-009427-5.
- Prosa und kritische Schriften. 1886–1896. Sachon, Bad Wörishofen 1983, ISBN 3-923493-03-7.
- Der Schatz der Armen. Nachdruck der Ausgabe von 1898. Diederichs, Düsseldorf und Köln 1964

## Bühnenmusik
- 1898: Pelléas et Mélisande (Schauspielmusik), Schauspielmusik von Gabriel Fauré

## Adaptionen

### Musik
- 1905: Pelleas und Melisande (Schönberg), Sinfonische Dichtung von Arnold Schönberg
- 1905: Pelleas und Melisande (Suite), Orchestersuite aus der Schauspielmusik von Jean Sibelius

### Opern
- 1902: Pelléas et Mélisande, Oper von Claude Debussy
- 1907: Ariane et Barbe-Bleue, Oper von Paul Dukas
- 2017: L’invisible, Trilogie lyrique von Aribert Reimann (nach den Maeterlinck-Dramen L’intruse, Intérieur und La mort de Tintagiles)
- 2019: Le silence des ombres, Opern-Triptychon von Benjamin Attahir

### Ballette
- 1954: Pélleas und Mélisande, Ballett von Max Baumann

### Hörspiele
- 1924: Schwester Beatrix. Nach einer alten Klosterlegende – Produktion: Nordische Rundfunk AG; Regie: Nicht angegeben
 Sprecher: Nicht angegeben
- 1925: Pelleas und Melisande – Produktion: Süddeutsche Rundfunk AG; Regie: Karl Köstlin
 Sprecher: Theodor Brandt, Helene Brandt-Schüle, Max Heye, Karl Köstlin, Elsa Pfeiffer u. a.
- 1925: Der Eindringling (Drama) – Produktion: Nordische Rundfunk AG; Regie: Ernst Pündter
 Sprecher: Ernst Pündter, Karl Pündter, Paul Ellmar, Käte Alving, Eva Förster, Edith Scholz u. a.
- 1927: Aglavaine und Selysette (Trauerspiel) – Produktion: Südwestdeutscher Rundfunkdienst; Regie: Carl Stueber
 Sprecher: N. N.
- 1950: Der Eindringling – Produktion: Bayerischer Rundfunk; Regie: Helmut Brennicke
 Sprecher: Kurt Stieler, Hans Cossy, Adolf Ziegler, Sylva Pudor und Ingeborg Hoffmann
- 1950: Hauch des Unheils – Produktion: Radio Saarbrücken; Regie: N. N.
 Sprecher: N. N.
- 1951: Hauch des Unheils – Produktion: Bayerischer Rundfunk; Regie: Helmut Brennicke
 Sprecher: Hans Bouterwek, Adolf Ziegler, Rosemarie Lang und Elisabeth Goebel
- 1977: Die Blinden – Produktion: Radio Bremen; Bearbeitung und Regie: Günter Bommert
 Sprecher: Bruno Hübner, Josef Schaper, Eduard Marks, Marga Maasberg, Hille Darjes u. a.
- 1977: Der blaue Vogel – Produktion: Rundfunk der DDR; Regie: Rüdiger Zeige
 Sprecher: Helga Sasse, Joachim Siebenschuh, Ruth Kommerell, Wolfgang Brunecker, Hans-Joachim Hanisch und Angelika Waller
- 2008: Maeterlinck oder Nachklänge einer vergessenen Welt. Auswahl (Texte) – Produktion: Südwestrundfunk; Bearbeitung und Regie: Heinz von Cramer
 Sprecher: Mathias Kahler-Polagnoli, Donata Höffer, Christine Heiß, Reinhart Firchow, Ingrid van Bergen u. a.